# GEAS Basket 2015-2016
Questa voce raccoglie le informazioni riguardanti il Geas Basket Sesto San Giovanni nelle competizioni ufficiali della stagione 2015-2016.

## Stagione
Con la promozione dalla Serie A2, la stagione 2015-2016 è la quinta che il Geas Basket Sesto San Giovanni disputa in Serie A1.
Alla conclusione del campionato la squadra si classifica al tredicesimo posto e retrocede in Serie A2.

## Verdetti stagionali
Competizioni nazionali
- Serie A1:

stagione regolare: 13º posto su 14 squadre (6-20)

## Rosa
|    | Naz.                                       | Ruolo | Sportivo              | Anno | Alt. |  |             |
| -- | ------------------------------------------ | ----- | --------------------- | ---- | ---- |  | ----------- |
| 3  | Stati Uniti (bandiera) · Italia (bandiera) | C     | Maria Laterza         | 1989 | 191  |  | [ 3 ]       |
| 4  | Italia (bandiera)                          | P     | Giulia Rossi          | 1994 | 170  |  |             |
| 5  | Italia (bandiera)                          | P     | Giulia Arturi         | 1987 | 175  |  |             |
| 6  | Italia (bandiera)                          | AC    | Cecilia Oggioni       | 1998 | 182  |  | [ 4 ] [ 5 ] |
| 6  | Stati Uniti (bandiera)                     | C     | Emily Rose Correal    | 1990 | 190  |  | [ 6 ]       |
| 7  | Italia (bandiera)                          | C     | Lucia Decortes        | 1999 | 188  |  | [ 7 ]       |
| 7  | Italia (bandiera)                          | PG    | Martina Kacerik       | 1996 | 181  |  |             |
| 8  | Italia (bandiera)                          | GA    | Francesca Galli       | 1994 | 178  |  |             |
| 9  | Italia (bandiera)                          | A     | Valentina Grassia     | 1998 | 183  |  |             |
| 10 | Stati Uniti (bandiera)                     | G     | Antiesha Brown        | 1992 | 178  |  |             |
| 11 | Brasile (bandiera) · Italia (bandiera)     | P     | Tayara Madonna        | 1991 | 170  |  |             |
| 12 | Italia (bandiera)                          | P     | Francesca Gambarini   | 1995 | 168  |  |             |
| 13 | Italia (bandiera)                          | P     | Elisabetta Mazzoleni  | 1994 | 175  |  | [ 8 ]       |
| 15 | Italia (bandiera)                          | A     | Beatrice Barberis     | 1995 | 178  |  |             |
| 17 | Italia (bandiera)                          | A     | Benedetta Bonomi      | 1997 | 181  |  |             |
| 20 | Romania (bandiera)                         | AC    | Simina Andra Mandache | 1981 | 185  |  |             |
| 26 | Stati Uniti (bandiera)                     | C     | Cheshi Poston         | 1991 | 188  |  | [ 9 ]       |
| 30 | Italia (bandiera)                          | C     | Elisa Ercoli          | 1995 | 192  |  |             |

## Mercato

### Sessione estiva
Riconferma per il capitano Giulia Arturi, nella sua quattordicesima stagione con la Geas. Rimane anche Maria Laterza. Beatrice Barberis prolunga il contratto con un biennale, così come per la playmaker Francesca Gambarini. Martina Kacerik firma un contratto triennale. Resta anche Francesca Galli.
A seguito dell'infortunio occorso a Maria Laterza, viene ingaggiata la statunitense Cheshi Poston.
Inoltre la società ha effettuato i seguenti trasferimenti:
| Acquisti | Acquisti        | Acquisti             | Acquisti   |
| R.       | Nome            | da                   | Modalità   |
| -------- | --------------- | -------------------- | ---------- |
| P        | Giulia Rossi    | Sanga Milano         | definitivo |
| G        | Antiesha Brown  | New Mexico Lobos     | definitivo |
| P        | Tayara Madonna  | Virtus Basket Ariano | definitivo |
| AC       | Simina Mandache | Reyer Venezia        | definitivo |
| C        | Cheshi Poston   | Bundaberg Bears      | definitivo |
| C        | Elisa Ercoli    | Le Mura Lucca        | definitivo |

| Cessioni | Cessioni             | Cessioni        | Cessioni       |
| R.       | Nome                 | a               | Modalità       |
| -------- | -------------------- | --------------- | -------------- |
| A        | Laura Galiano        | Sanga Milano    | fine contratto |
| AC       | Federica Tognalini   | Vigarano        | fine contratto |
| PG       | Alice Ranzini        | -               | fine contratto |
| GA       | Francesca Cassani    | -               | fine contratto |
| GA       | Carlotta Picco       | Basket Carugate | prestito       |
| P        | Elisabetta Mazzoleni | -               | fine contratto |
| A        | Arianna Beretta      | Basket Carugate | fine contratto |
| G        | Giulia Giorgi        | -               | fine contratto |
| C        | Elisa Bonomi         | Sanga Milano    | fine contratto |

### Sessione autunnale-invernale
| Acquisti | Acquisti             | Acquisti     | Acquisti   |
| R.       | Nome                 | da           | Modalità   |
| -------- | -------------------- | ------------ | ---------- |
| C        | Emily Rose Correal   | BCF Friburgo | definitivo |
| P        | Elisabetta Mazzoleni | -            | -          |

| Cessioni | Cessioni      | Cessioni      | Cessioni                |
| R.       | Nome          | a             | Modalità                |
| -------- | ------------- | ------------- | ----------------------- |
| C        | Cheshi Poston | -             | risoluzione consensuale |
| C        | Maria Laterza | Le Mura Lucca | risoluzione consensuale |

## Risultati

### Campionato

#### Girone di andata
| Napoli 3 ottobre 2015, ore 14:00 CEST 1ª giornata | GEAS | 61 – 58 referto | Azzurra Orvieto | PalaVesuvio |

| Ragusa 11 ottobre 2015, ore 18:00 CEST 2ª giornata | Eirene Ragusa | 63 – 55 referto | GEAS | PalaMinardi |

| Sesto San Giovanni 18 ottobre 2015, ore 18:00 CEST 3ª giornata | GEAS | 58 – 75 referto | Pall. Torino | PalaCarzaniga |

| Sesto San Giovanni 25 ottobre 2015, ore 18:00 CET 4ª giornata | GEAS | 56 – 65 referto | San Martino | PalaCarzaniga |

| Battipaglia 1º novembre 2015, ore 18:00 CET 5ª giornata | PB63 Battipaglia | 84 – 59 referto | GEAS | PalaZauli |

| Sesto San Giovanni 8 novembre 2015, ore 16:00 CET 6ª giornata | GEAS | 79 – 83 referto | CUS Cagliari | PalaCarzaniga |

| Schio 14 novembre 2015, ore 20:30 CET 7ª giornata | Famila Schio | 102 – 54 referto | GEAS | PalaCampagnola |

| Sesto San Giovanni 29 novembre 2015, ore 18:00 CET 8ª giornata | GEAS | 38 – 56 referto | Reyer Venezia | PalaCarzaniga |

| Parma 6 dicembre 2015, ore 18:00 CET 9ª giornata | Basket Parma | 67 – 59 referto | GEAS | PalaCiti |

| Umbertide 13 dicembre 2015, ore 18:00 CET 10ª giornata | Umbertide | 65 – 67 referto | GEAS | PalaMorandi |

| Sesto San Giovanni 19 dicembre 2015, ore 20:30 CET 11ª giornata | GEAS | 78 – 63 referto | Vigarano | PalaCarzaniga |

| Lucca 22 dicembre 2015, ore 20:30 CET 12ª giornata | Le Mura Lucca | 72 – 51 referto | GEAS | PalaTagliate |

| Sesto San Giovanni 3 gennaio 2016, ore 18:00 CET 13ª giornata | GEAS | 64 – 71 referto | Dike Napoli | PalaCarzaniga |

#### Girone di ritorno
| Arbitri: | Enrico Bartoli Stefano Wassermann Gianguido Vanni Degli Onesti |

|                                |          |                              |
| Dietrick 21                    | Punti    | 14 Barberis, Brown, Mandache |
| Dietrick, Ivezić, Wicijowski 4 | Assist   | 3 Tayara                     |
| Wicijowski 10                  | Rimbalzi | 7 Brown                      |

| Arbitri: | Gianluca Gagliardi Simone Patti Fabio Ferretti |

|            |          |             |
| Correal 14 | Punti    | 19 Brunson  |
| Arturi 2   | Assist   | 3 Consolini |
| Correal 11 | Rimbalzi | 10 Brunson  |

| Arbitri: | Enrico Boscolo (Chioggia) Michela Padovano (Ruvo di Puglia) Gabriele Gagno (Spresiano) |

|             |          |                      |
| Anderson 25 | Punti    | 14 Barberis 13 Brown |
| Anderson 6  | Assist   | 5 Arturi             |
| Smith 7     | Rimbalzi | 12 Correal           |

| Arbitri: | Chiara Maschietto (Treviso) Silvia Marziali (Roma) Daniela Bellamio (Latina) |

|            |          |                  |
| Favento 18 | Punti    | 19 Brown         |
| Gianolla 9 | Assist   | 2 Brown, Kacerik |
| Bailey 16  | Rimbalzi | 9 Correal        |

| Sesto San Giovanni 7 febbraio 2016, ore 18:00 CET 18ª giornata | GEAS | 80 – 60 (22-8; 43-26; 58-39) referto | PB63 Battipaglia | PalaCarzaniga |

| Cagliari 28 febbraio 2016, ore 16:00 CET 19ª giornata | CUS Cagliari | 81 – 91 (14-22; 33-40; 59-72) referto | GEAS | PalaCus |

| Sesto San Giovanni 2 marzo 2016, ore 20:30 CET 20ª giornata | GEAS | 67 – 76 (15-16; 32-36; 50-58) referto | Famila Schio | PalaCarzaniga |

| Mestre 7 marzo 2016, ore 19:00 CET 21ª giornata | Reyer Venezia | 90 – 40 (22-11; 37-19; 61-27) referto | GEAS | Palasport Taliercio |

| Sesto San Giovanni 13 marzo 2016, ore 18:00 CET 22ª giornata | GEAS | 70 – 75 (21-23; 43-45; 55-59) referto | Basket Parma | PalaCarzaniga |

| Sesto San Giovanni 20 marzo 2016, ore 18:00 CET 23ª giornata | GEAS | 71 – 60 (18-14; 33-32; 57-47) referto | Umbertide | PalaCarzaniga |

| Vigarano Mainarda 26 marzo 2016, ore 20:30 CET 24ª giornata | Vigarano | 66 – 50 (9-12; 24-26; 49-38) referto | GEAS | PalaVigarano |

| Sesto San Giovanni 13 febbraio 2016, ore 20:30 CET 25ª giornata | GEAS | 71 – 74 (20-27; 41-41; 52-63) referto | Le Mura Lucca | PalaCarzaniga |

| Arbitri: | Michela Padovano Anna Rosa Nocera Christian Mottola |

|              |          |          |
| Petronytė 30 | Punti    | 21 Brown |
| Burdick 5    | Assist   | 2 Brown  |
| Burdick 15   | Rimbalzi | 11 Brown |

## Statistiche

### Statistiche di squadra
| Competizione | Punti | In casa | In casa | In casa | In casa | In casa | In trasferta | In trasferta | In trasferta | In trasferta | In trasferta | Totale | Totale | Totale | Totale | Totale | Totale |
| Competizione | Punti | G       | V       | P       | Ptf     | Pts     | G            | V            | P            | Ptf          | Pts          | G      | V      | P      | Ptf    | Pts    | Diff.  |
| ------------ | ----- | ------- | ------- | ------- | ------- | ------- | ------------ | ------------ | ------------ | ------------ | ------------ | ------ | ------ | ------ | ------ | ------ | ------ |
| Serie A1     | 12    | 13      | 4       | 9       | 839     | 883     | 13           | 2            | 11           | 781          | 1026         | 26     | 6      | 20     | 1620   | 1909   | -289   |

### Statistiche delle giocatrici
| Giocatrice           | Partite | Partite | Partite | Pun | Min. | Falli | Falli | Tiri da 2 | Tiri da 2 | Tiri da 2 | Tiri da 3 | Tiri da 3 | Tiri da 3 | Tiri Liberi | Tiri Liberi | Tiri Liberi | Rimbalzi | Rimbalzi | Rimbalzi | Stopp. | Stopp. | Palle | Palle | Ass | Val. | Val.  | A+dP |
| Giocatrice           | Pr      | PG      | SF      | Pun | Min. | C     | S     | R         | T         | %         | R         | T         | %         | R           | T           | %           | O        | D        | T        | D      | S      | P     | R     | Ass | Lega | OER   | A+dP |
| -------------------- | ------- | ------- | ------- | --- | ---- | ----- | ----- | --------- | --------- | --------- | --------- | --------- | --------- | ----------- | ----------- | ----------- | -------- | -------- | -------- | ------ | ------ | ----- | ----- | --- | ---- | ----- | ---- |
| Antiesha Brown       | 25      | 24      | 24      | 366 | 793  | 59    | 92    | 105       | 247       | 42,5      | 35        | 114       | 30,7      | 51          | 65          | 78,5        | 32       | 78       | 110      | 4      | 4      | 81    | 76    | 30  | 299  | 72,36 | 25   |
| Simina Mandache      | 26      | 26      | 26      | 351 | 803  | 61    | 63    | 124       | 286       | 43,4      | 21        | 53        | 39,6      | 40          | 45          | 88,9        | 30       | 106      | 136      | 6      | 7      | 67    | 21    | 33  | 276  | 79,12 | -13  |
| Beatrice Barberis    | 26      | 26      | 11      | 205 | 684  | 69    | 61    | 62        | 144       | 43,1      | 13        | 36        | 36,1      | 42          | 63          | 66,7        | 51       | 65       | 116      | 1      | 10     | 56    | 46    | 14  | 182  | 71,92 | 4    |
| Tayara Madonna       | 26      | 25      | 1       | 152 | 537  | 64    | 33    | 29        | 60        | 48,3      | 24        | 70        | 34,3      | 22          | 27          | 81,5        | 9        | 32       | 41       | 2      | 3      | 35    | 31    | 27  | 102  | 79,46 | 23   |
| Martina Kacerik      | 23      | 23      | 22      | 152 | 654  | 64    | 38    | 27        | 72        | 37,5      | 26        | 65        | 40,0      | 20          | 29          | 69,0        | 10       | 51       | 61       | 10     | 5      | 30    | 57    | 29  | 155  | 87,48 | 56   |
| Emily Correal        | 13      | 13      | 12      | 133 | 355  | 42    | 26    | 52        | 133       | 39,1      | 1         | 2         | 50,0      | 26          | 35          | 74,3        | 30       | 64       | 94       | 3      | 10     | 34    | 12    | 5   | 96   | 67,85 | -17  |
| Giulia Arturi        | 26      | 26      | 25      | 119 | 677  | 68    | 36    | 23        | 90        | 25,6      | 18        | 73        | 24,7      | 19          | 22          | 86,4        | 11       | 59       | 70       |        | 1      | 70    | 33    | 56  | 50   | 49,19 | 19   |
| Elisa Ercoli         | 26      | 26      | 6       | 84  | 434  | 49    | 22    | 34        | 81        | 42,0      |           |           |           | 16          | 20          | 80,0        | 40       | 62       | 102      | 8      | 4      | 46    | 17    | 4   | 87   | 58,19 | -25  |
| Francesca Galli      | 15      | 12      |         | 20  | 89   | 4     | 1     | 4         | 10        | 40,0      | 4         | 14        | 28,6      |             |             |             |          | 6        | 6        | 2      | 1      | 2     | 5     | 2   | 13   | 38,33 | 5    |
| Cheshi Poston        | 3       | 3       | 3       | 18  | 53   | 4     | 4     | 8         | 12        | 66,7      |           |           |           | 2           | 3           | 66,7        | 3        | 16       | 19       | 1      |        | 8     | 4     | 1   | 30   | 68,67 | -3   |
| Elisabetta Mazzoleni | 14      | 12      |         | 12  | 88   | 10    | 4     | 2         | 6         | 33,3      | 2         | 8         | 25,0      | 2           | 4           | 50,0        | 1        | 3        | 4        |        |        | 4     | 2     | 2   | -2   | 46,43 |      |
| Benedetta Bonomi     | 23      | 7       |         | 8   | 46   | 6     |       | 1         | 4         | 25,0      | 2         | 3         | 66,7      |             |             |             | 1        | 6        | 7        |        |        | 3     |       | 2   | 4    | 11,61 | -1   |
| Valentina Grassia    | 20      | 4       |         |     | 10   | 1     |       |           |           |           |           |           |           |             |             |             |          |          |          |        |        | 1     |       |     | -2   | 0,00  | -1   |
| Giulia Rossi         | 4       | 1       |         |     | 2    | 1     |       |           |           |           |           |           |           |             |             |             |          |          |          |        |        |       |       | 1   |      | 0,00  | 1    |
| Francesca Gambarini  | 16      |         |         |     |      |       |       |           |           |           |           |           |           |             |             |             |          |          |          |        |        |       |       |     |      | 0,00  |      |
| Lucia Decortes       | 1       |         |         |     |      |       |       |           |           |           |           |           |           |             |             |             |          |          |          |        |        |       |       |     |      | 0,00  |      |
| Cecilia Oggioni      | 1       |         |         |     |      |       |       |           |           |           |           |           |           |             |             |             |          |          |          |        |        |       |       |     |      | 0,00  |      |